# Rechenkasten

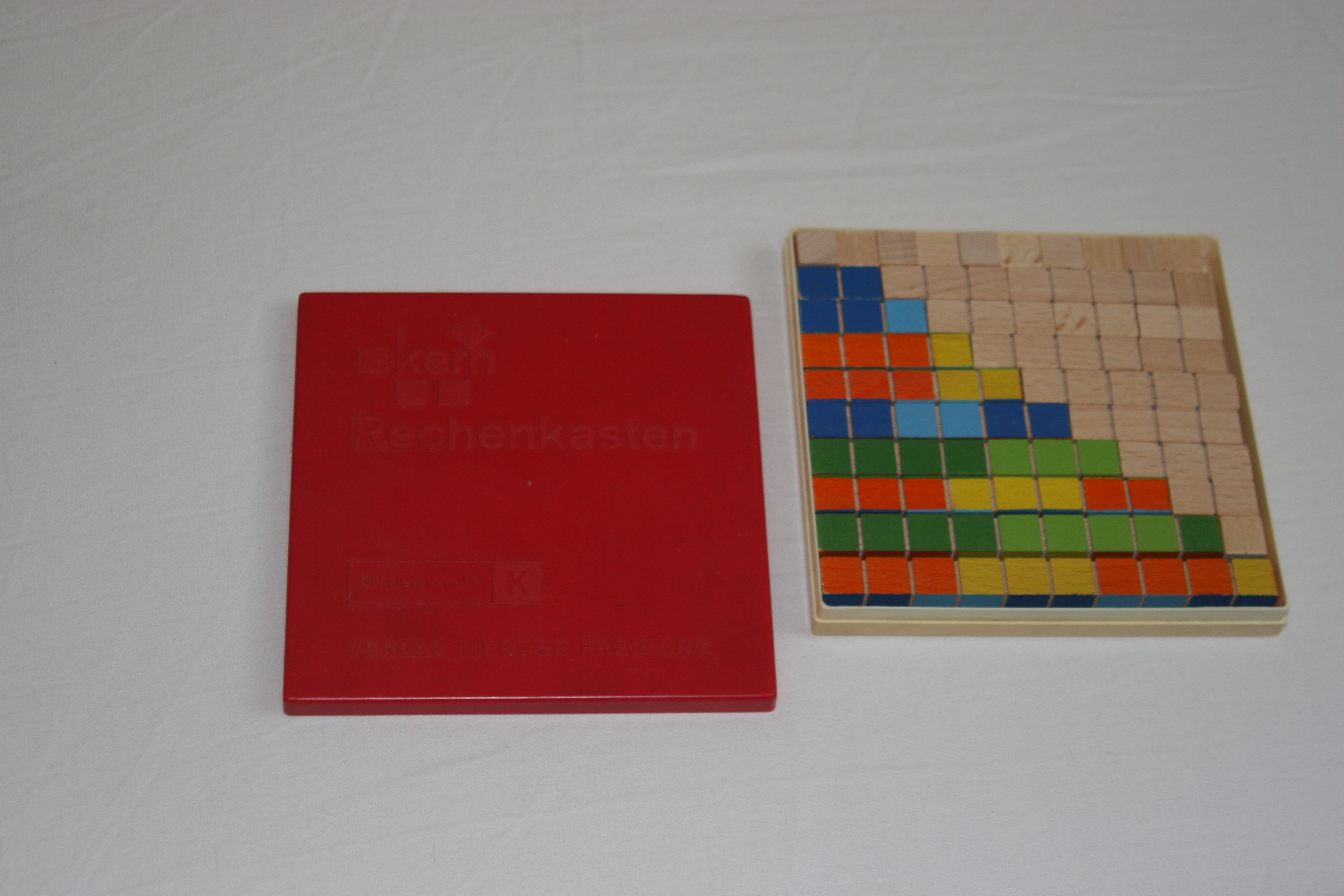
Rechenkasten der 1970er Jahre

Ein Rechenkasten ist ein Rechenhilfsmittel, das insbesondere in Grundschulen eingesetzt wurde. Er besteht aus kleinen hölzernen Quadern, die je nach Zahlenwert unterschiedlich lang sind und mit verschiedenen Farben markiert sind. Durch Anlegen mehrerer Stäbe an- oder aufeinander kann man beispielsweise addieren, subtrahieren oder multiplizieren. Ein typischer solcher Kasten ist etwa 12 × 12 × 1,5 cm groß. Für die Mengenlehre gab es ähnliche Hilfsmittel: Farbige geometrische Figuren wie Kreis, Quadrat, Dreieck sowie T-,S- und L-förmige Teile.
Veranschaulichung: Auf dem Bild rechts sind Quader der Länge 2 bis 10 (farbig) erkennbar. Nimmt man den untersten Stab als Beispiel, so ist oben die Rechnung 3+3+3+1=10 in orange und gelb dargestellt. Seitlich lässt sich die Rechnung 2+2+2+2+2=10 in Blautönen erkennen. Auf den abgewandten Seiten sind die Rechnungen 5+5 sowie 4+4+2 dargestellt. Das Farbschema ist bei allen Stäben gleich und präsentiert so Teile des Einmaleins. Subtrahieren kann man durch Auflegen von naturfarbigen Quadern verschiedener Länge, die die andere Hälfte des Kastens füllen. Mit diesen können auch einfache Multiplikationen wie etwa 5x2=10 ausgeführt bzw. gerechnet werden.
Eine andere Art von Rechenkasten wurde im 17. Jahrhundert von Caspar Schott erfunden, der 1668 im Organum Mathematicum einen „mathematischen Schrein“ beschrieb, zu dem auch ein solcher Kasten gehörte. Im Innern eines solchen Rechenkastens befinden sich zehn horizontal drehbare Zylinder ähnlich den Rechenstäbchen von Lord John Napier (1550 bis 1617). Mit diesen Stäben, die auf einem anderen Prinzip beruhen, kann man auch sehr große Zahlen multiplizieren und dividieren.